# Martha Cooper

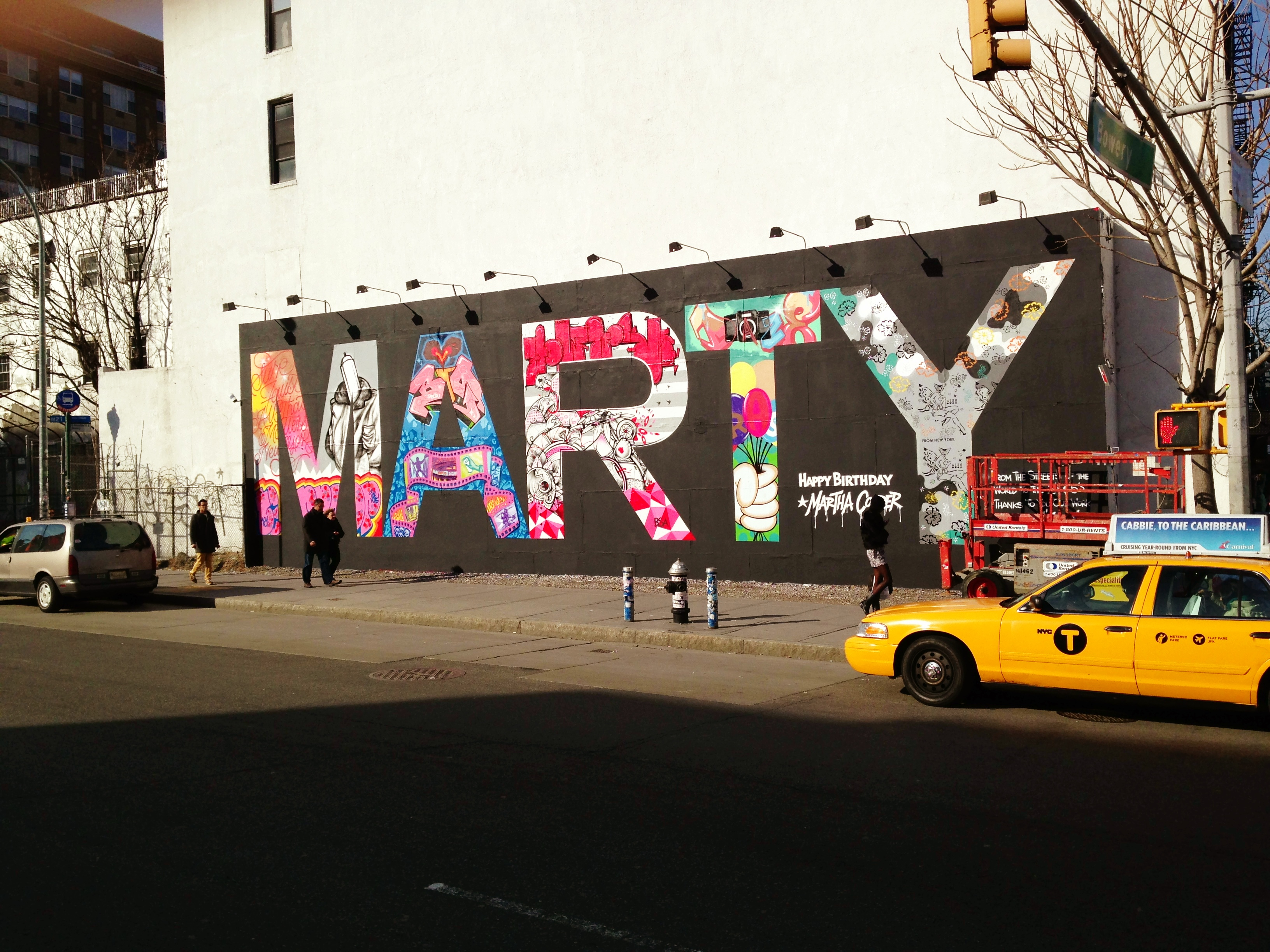
Hommage rendu à Houston, pour les 70 ans de la photojournaliste Martha Cooper. Fresque créée par un collectif de graffeurs de New York, 2013.

Martha Cooper, née en 1943 à Baltimore, est une photographe et photojournaliste américaine. Elle est reconnue pour son travail autour du graffiti. 

## Biographie
Originaire du Maryland, Martha Cooper débute la photographie à l'âge de trois ans. À seize ans, elle obtient son diplôme d'études secondaires, puis un diplôme d'art du Grinnell College en 1962. Elle enseigne l'anglais en tant que volontaire du programme Peace Corps en Thaïlande. Après un voyage en moto de Bangkok à Londres, elle est diplômée en anthropologie de l'université d'Oxford. Sa première expérience en photographie artistique a lieu lors d'un séjour au Japon, où elle décide de capter des images de tatouages complexes.

## Carrière artistique
À partir des années 1960, elle intègre comme stagiaire le National Geographic. Au cours des années 70, Martha Cooper est engagée comme la première femme photographe du New York Post,. Elle est principalement reconnue pour avoir documenté la scène graffiti naissante des années 1970 et 1980 à New York. Ses photographies sont également éditées dans le Smithsonian et le Natural History, ainsi que dans plusieurs dizaines de livres et de revues.
Lors de son contrat au New York Post, Martha Cooper commence à photographier les enfants de son quartier de New York. Elle rencontre un jeune garçon, Edwin Serrano (He3), avec lequel elle parcourt les rues à la recherche de graffitis. Il lui explique notamment que le graffiti est une forme d'art à part entière et que chaque artiste impose son surnom sur une surface. Edwin Serrano lui présente le graffeur américain Dondi White, qui devient le premier artiste à accepter que la photographe l'accompagne et immortalise son travail. Martha Cooper est fascinée par la sous-culture souterraine créée par ces graffeurs,. Elle quitte alors son travail pour s'y consacrer à temps plein et commencera à documenter l'émergence des différentes disciplines de la culture Hip-Hop à New-York.  
En 1984, Martha Cooper et le photographe américain Henry Chalfant publient leurs photographies du graffiti New-yorkais dans le livre Subway Art, considéré comme la « Bible du Graffiti ». En 2009, les ventes atteignent près de 500 000 exemplaires. 
Pour le projet artistique One week with 1UP, mené en collaboration avec la photographe Ninja K, Martha Cooper invite les spectateurs à suivre un collectif de graffeurs berlinois à travers leurs lieux privilégiés de graffs. 
Martha Cooper est directrice de la photographie à City Lore, le centre pour la culture populaire urbaine de New York.

## Reconnaissance
En 2013, afin de célébrer les soixante-dix ans de la photographe, la scène graffiti new yorkaise choisi de consacrer à Martha Cooper une fresque à son nom sur le mur de Houston Street au sud de Manhattan. C'est ainsi que les graffeurs et graffeuses Lady Pink, Nosm, Terror161, Freedom, How, Bio, Daze, Free5 et Crash ont participé à ce projet collectif.
En 2019, la réalisatrice Selina Miles lui consacre un documentaire intitulé Martha: A Picture Story. Ce documentaire a reçu quatre fois le prix du meilleur documentaire au : Sydney Film Festival en 2019 et aux Film Critics Circle of Australia Awards, Cleveland International Film Festival et Americana Film Fest en 2020. 

## Ouvrages
- Subway Art, Martha Cooper et Henry Chalfant. Thames & Hudson, London, 1984, Henry Holt, New York, 1984,  (ISBN 0030719631)
- R.I.P.: New York Spraycan Memorials, Thames & Hudson, 1994,  (ISBN 0500277761)
- Hip Hop Files: Photographs 1979-1984, From Here to Fame, 2004,  (ISBN 3937946055)
- Street Play, From Here to Fame, 2005,  (ISBN 3937946160)

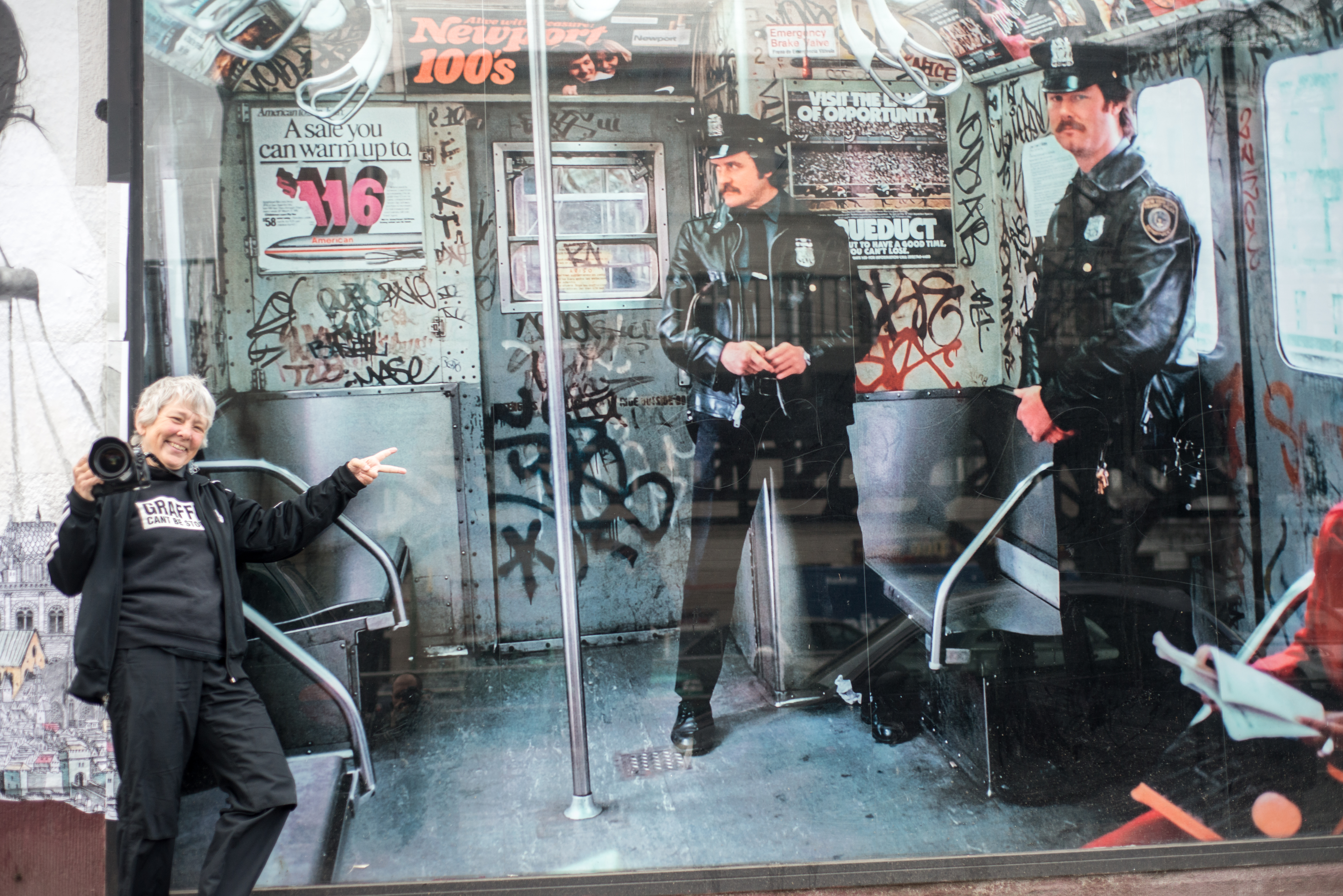
Martha Cooper devant une installation de ses photographies à Berlin, mars 2014.

- We B*Girlz, texte de Nika Kramer, PowerHouse, 2005,  (ISBN 1576872696)
- Tag Town, Dokument Press, 2007,  (ISBN 9789185639052)
- New York State of Mind, PowerHouse, 2007,  (ISBN 1576874087)
- Going Postal, Mark Batty, 2009,  (ISBN 0979966655)
- Tokyo Tattoo 1970, Dokument, 2012,  (ISBN 9789185639274)
- Postcards from New York City, Dokument, 2012,  (ISBN 9789185639557)

## Expositions
Parmi une liste non exhaustive :
- Martha Cooper, shooting a revolution, DIDAM, Bayonne, France, 22 sep-28 oct 2018[15]
- Maquis-art Hall Of Fame, Musée de l'Aérosol, Paris, France, Août 2017 - Octobre 2018